# Лубяницький Іван Захарович
Лубяницький Іван Захарович (1886, ? — 19 березня 1921, на Північній Двіні) — військовий старшина Армії Української Держави.

## Біографія
Станом на 1 січня 1910 року — поручик 122-го піхотного Тамбовського полку (у місті Харків), у складі якого брав участь у Першій світовій війні.
Нагороджений орденом Святого Георгія IV ступеня (15 січня 1917 року, за бій 8 жовтня 1915 року). Останнє звання у російській армії — підполковник.
У березні 1918 року вступив до Окремої Запорізької дивізії Армії УНР, служив у 2-му Запорізькому полку. З 4 листопада 1918 року — командир 4-го Запорізького ім. Б. Хмельницького полку Армії Української Держави. Після початку протигетьманського повстання виїхав на Дон.
Згодом у Росії потрапив в полон до червоних. Утримувався в Архангельському концтаборі.
Страчений на Північній Двіні.